# 南魚沼市

南魚沼地域における平成の大合併の地図。

南魚沼市（みなみうおぬまし）は、新潟県中越地方に位置する市。平成の大合併により南魚沼郡の3町（六日町、大和町、塩沢町）が合併して誕生した。六日町市街は人口集中地区となっており、市役所もこの市街地におかれている。

## 地理

### 地形
盆地
- 魚沼盆地

山脈・丘陵
- 越後山脈
- 三国山脈
- 魚沼丘陵

山

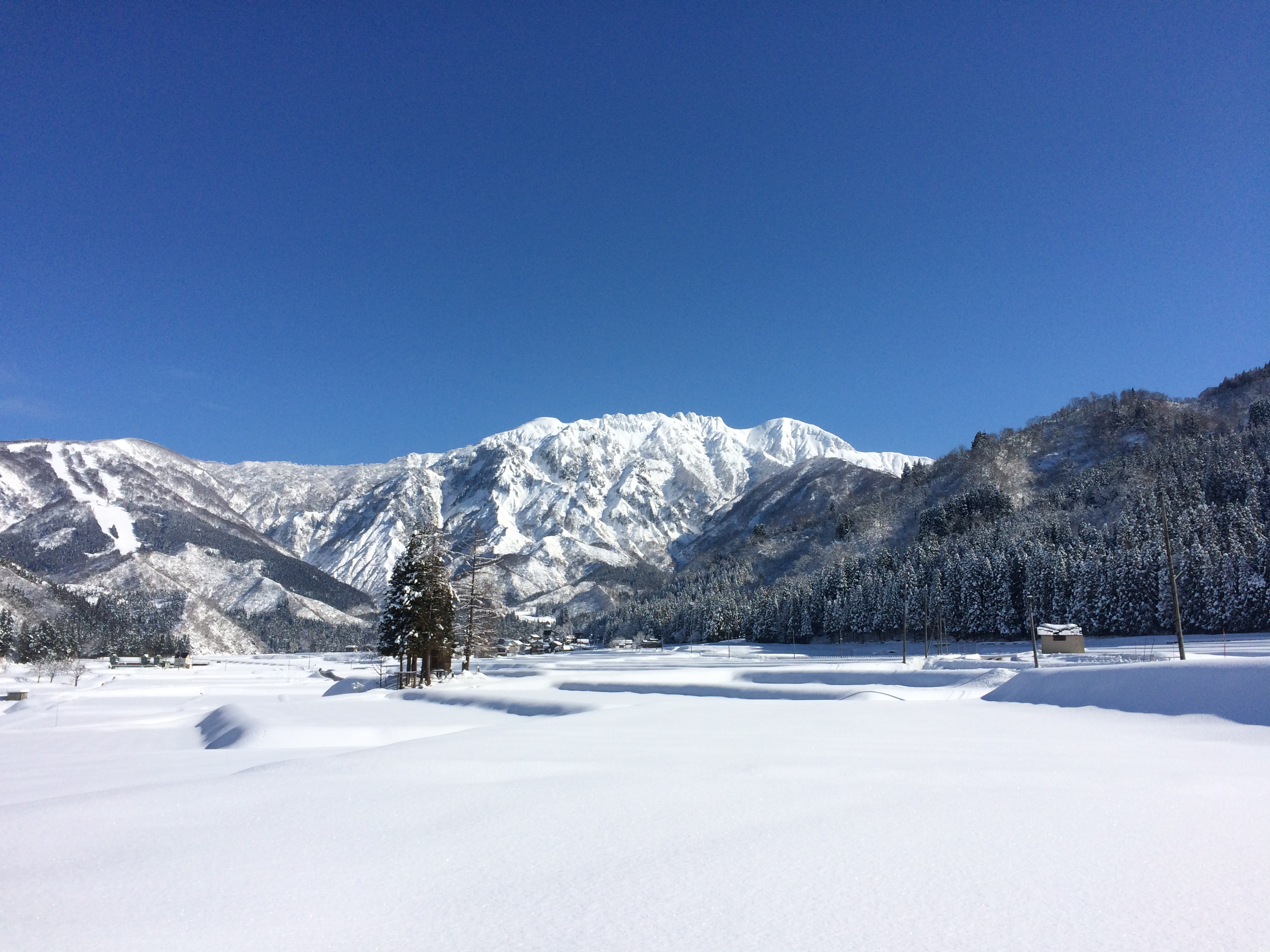
八海山
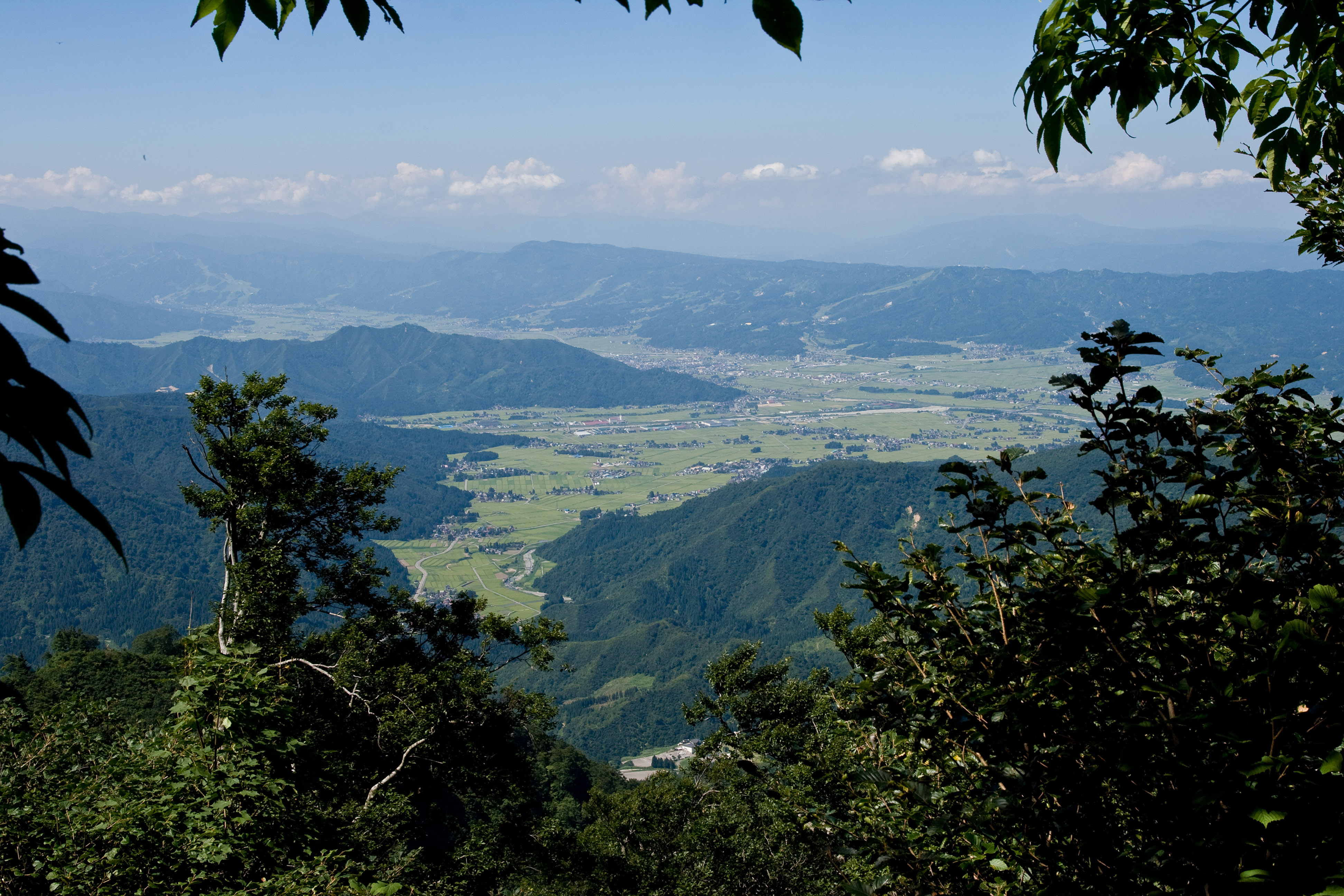
魚沼駒ヶ岳、中ノ岳、八海山、巻機山、牛ヶ岳、割引岳、古峰山、湯舟山、無黒山、金城山、愛宕山、下津川山、兎岳、坂戸山、六万騎山、阿寺山、長森山
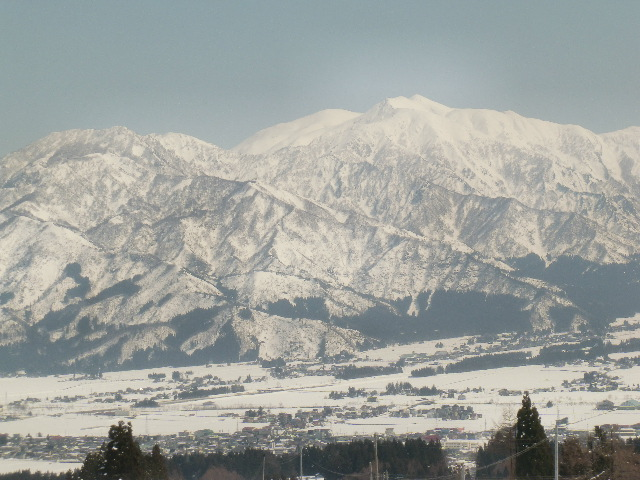
冬の牛ヶ岳
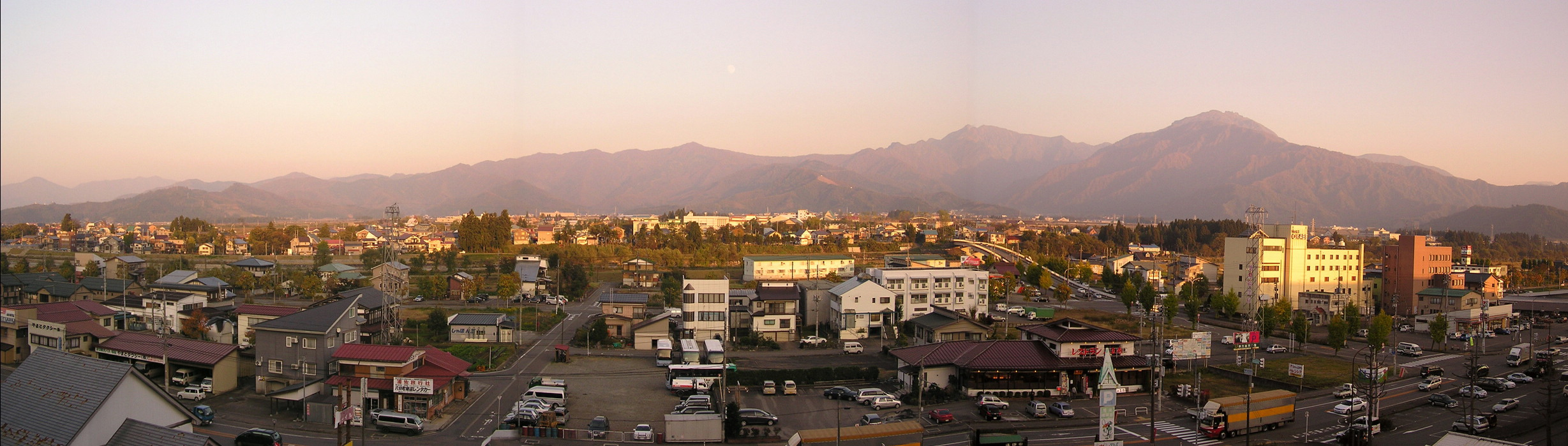
浦佐市街地
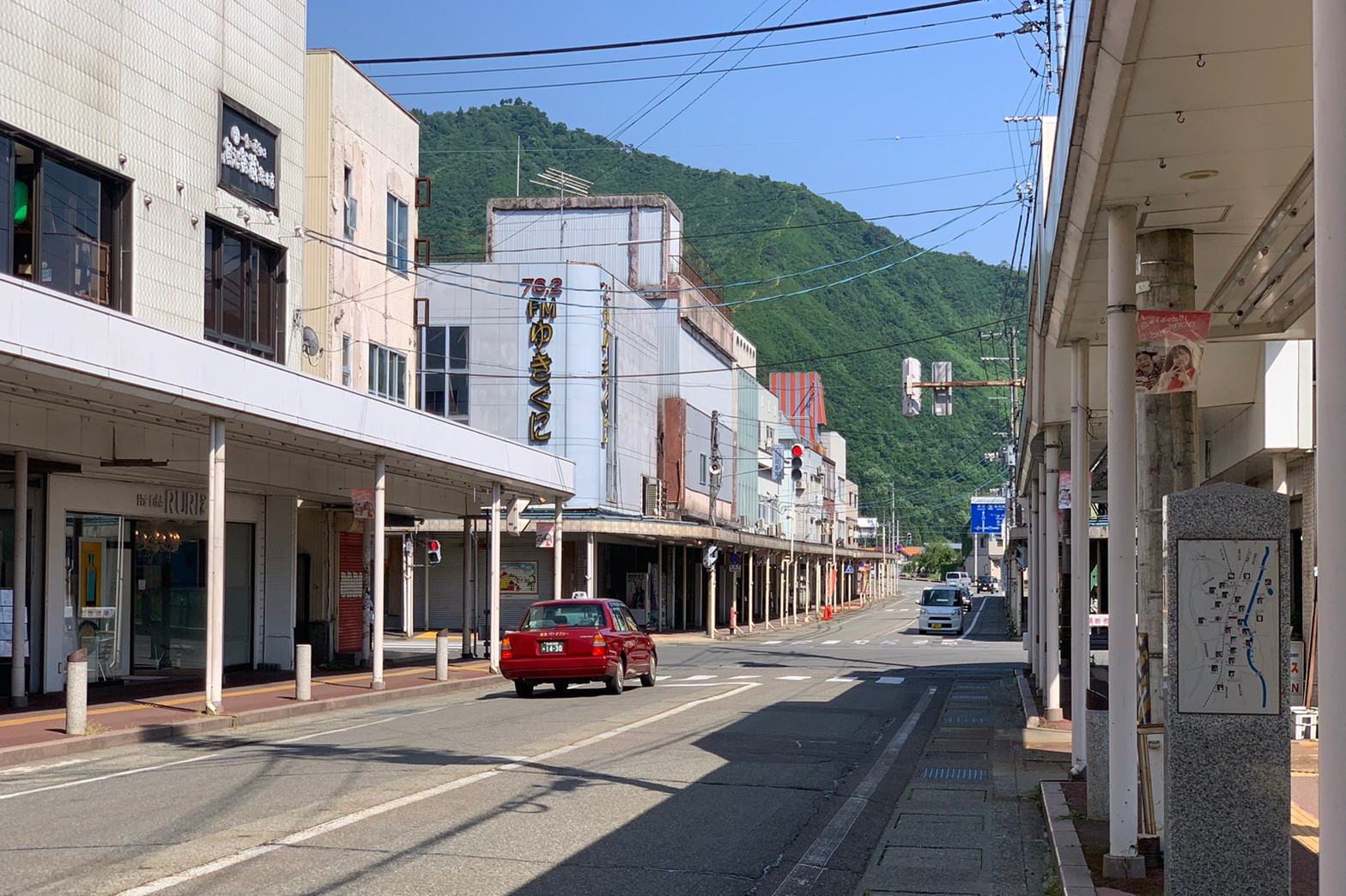
六日町市街地

河川
- 魚野川、三国川、宇田沢川、水無川、登川、二子沢川、西谷後川、一之沢川、神字川、姥沢川、高棚川、小松沢川、北ノ入川、串川、三用川

沼
- 三国川ダム、お松の池

生物圏保護区
- みなかみユネスコエコパーク

国立公園
- 上信越高原国立公園

県立自然公園
- 魚沼連峰県立自然公園

- 八海山
- 魚沼盆地
- 冬の牛ヶ岳
- 浦佐市街地
- 六日町市街地

### 気候
日本有数の豪雪地帯である。豪雪地帯対策特別措置法において特別豪雪地帯に指定されており、市街地でも2mを超える積雪深がしばしば見られる。年によっては、3mを超える積雪深となることもあり、寒暖の差が大きく気温の年較差、日較差が大きい顕著な大陸性気候でもある。
| 塩沢（1991年 - 2020年）の気候 | 塩沢（1991年 - 2020年）の気候 | 塩沢（1991年 - 2020年）の気候 | 塩沢（1991年 - 2020年）の気候 | 塩沢（1991年 - 2020年）の気候 | 塩沢（1991年 - 2020年）の気候 | 塩沢（1991年 - 2020年）の気候 | 塩沢（1991年 - 2020年）の気候 | 塩沢（1991年 - 2020年）の気候 | 塩沢（1991年 - 2020年）の気候 | 塩沢（1991年 - 2020年）の気候 | 塩沢（1991年 - 2020年）の気候 | 塩沢（1991年 - 2020年）の気候 | 塩沢（1991年 - 2020年）の気候 |
| 月                            | 1月                           | 2月                           | 3月                           | 4月                           | 5月                           | 6月                           | 7月                           | 8月                           | 9月                           | 10月                          | 11月                          | 12月                          | 年                            |
| ----------------------------- | ----------------------------- | ----------------------------- | ----------------------------- | ----------------------------- | ----------------------------- | ----------------------------- | ----------------------------- | ----------------------------- | ----------------------------- | ----------------------------- | ----------------------------- | ----------------------------- | ----------------------------- |
| 降水量 mm （inch）            | 343.0 (13.504)                | 225.8 (8.89)                  | 158.1 (6.224)                 | 102.0 (4.016)                 | 93.2 (3.669)                  | 123.0 (4.843)                 | 215.5 (8.484)                 | 183.6 (7.228)                 | 158.2 (6.228)                 | 157.5 (6.201)                 | 181.9 (7.161)                 | 324.3 (12.768)                | 2,266 (89.213)                |
| 平均降水日数 （≥1.0 mm）      | 24.3                          | 20.4                          | 19.1                          | 13.4                          | 11.3                          | 13.0                          | 15.3                          | 13.2                          | 14.1                          | 14.6                          | 17.4                          | 22.1                          | 198.2                         |
| 出典1：                       |                               |                               |                               |                               |                               |                               |                               |                               |                               |                               |                               |                               |                               |
| 出典2：気象庁                 |                               |                               |                               |                               |                               |                               |                               |                               |                               |                               |                               |                               |                               |

### 隣接している自治体
※北から西回りに
- 魚沼市
- 十日町市
- 南魚沼郡湯沢町
- 群馬県利根郡みなかみ町

## 歴史
- 2004年（平成16年）- 11月1日、南魚沼郡六日町と大和町が合併し、市制施行。合併後の人口は約4万2,000人。

市名は両町住民などを対象に公募がなされた結果をもとに、「地域を地理的にイメージできること」「地域の歴史・文化に因むこと」「地域住民になじみやすく親しみやすいこと」を基準として5候補に絞られたのち、さらに検討がなされ、魚沼地域の南部に位置することや郡名そのままの名称を由来することが選定された。なお、公募における名称の応募数は「八海」が最も多く、「南魚沼」は次点であった（以下、「魚野」「雪国」「魚野川」）。
- 2005年（平成17年）- 4月1日、南魚沼市企業立地推進事業実施要綱により、企業立地推進員を委嘱[5]。
  - 10月1日、南魚沼郡塩沢町を編入する。合併後の人口は、63,329人。
  - 10月5日、合併記念式典挙行（市民会館）
  - 10月23日、市議会議員選挙（定数30人）
  - 11月6日、第1回南魚沼市縦断駅伝競走大会を開催。
- 2006年（平成18年）- 1月11日、豪雪により「豪雪災害対策本部」を設置。
  - 3月31日、第1次総合計画を策定、市勢要覧を刊行。
  - 6月27日、南魚沼観光テレビ配信開始（インターネットテレビ）
  - 10月1日、大和スマートIC 本格設置決定。
  - 10月10日、福祉センター「しらゆり」オープン。
- 2007年（平成19年）- 3月、いきいき市民健康づくり計画を策定。
  - 3月1日、新潟県後期高齢者医療広域連合を設立。
  - 3月31日、南魚沼市男女共同参画プランを策定。
  - 4月1日、組織機構改革（本庁方式・部制導入）、南魚沼市民憲章を制定。南魚沼市消防団が誕生。
  - 4月27日、NHKドラマ「天地人」放送が決定。
  - 6月25日、大河ドラマ「天地人」南魚沼実行委員会を設立。
  - 7月16日、10時13分「新潟県中越沖地震」発生、19日から柏崎市に職員派遣（延べ84人）
  - 11月1日、塩沢庁舎でヤマト運輸東京支社「南魚沼コールセンター」が営業開始。
  - 11月23日、六日町バイパス一部区間の供用を開始。
- 2008年（平成20年）- 1月1日、天地人推進事務局を開設。
  - 4月1日、後期高齢者医療制度がスタート。
    - 教育特区がスタート、市内小学校5校に「国際科」を新設。学童保育をNPO法人に事業運営委託。

  - 7月17日 - 20日、第32回全日本都市対抗テニス大会を開催（大原運動公園）
  - 7月27日、豪雨災害が発生（城内地区、被害額約5億円）
  - 8月23日 - 24日、第43回全国都道府県対抗自転車競技大会を開催。
  - 9月9日 - 12日、大河ドラマ「天地人」ロケ。
  - 10月1日、南魚沼市誕生3周年「南魚沼市の歌」発表記念式典を開催（作曲：遠藤実・補作詞：いではく）[6]
  - 10月31日、直江兼続伝世館が竣工。
  - 11月16日、南魚沼市長選挙（井口一郎氏当選）
- 2009年（平成21年）- 1月11日、愛・天地人博南魚沼オープン（原作者：火坂雅志氏出席）
  - 2月14日、南魚沼市雪まつりに与六（加藤清史郎）・喜平次（溝口琢矢）が登場。
  - 2月16・17日、新潟県を訪問した秋篠宮文仁親王・同妃紀子が雪国まいたけ第3バイオセンター視察[7]。
  - 3月23日、定額給付金の受付開始。
  - 4月1日、パスポートの受付開始（南魚沼地域振興局から市民課へ事務移管）、ふれ愛センターが開所（障がい福祉の拠点として利用）
  - 6月28日、NHKのど自慢（市民会館、ゲスト上杉香緒里・ジェロ）開催。
  - 9月27日、トキめき新潟国体自転車競技（坂戸山・しゃくなげ湖周回特設ロード・レース・コース）
  - 9月30日、小千谷縮・越後上布がユネスコ無形文化遺産に登録。
  - 10月1日、ファミリーサポートセンターのサービス開始。
  - 10月2日 - 5日、トキめき新潟国体テニス競技（大原運動公園）
  - 10月18日、南魚沼市議会議員選挙（定数が30人から26人に削減）
  - 10月27日、大原運動公園整備検討委員会設置。
  - 11月1日、新型インフルエンザワクチン接種の助成を開始。
  - 11月12日、図書館整備検討委員会の設置。
  - 12月27日、愛・天地人博南魚沼が終了（来場者：431,105人）
- 2010年（平成22年）- 4月11日、戦国EXPO オープン。
  - 5月27日、大原運動公園整備検討委員会から市長へ基本構想の答申（野球場・テニスコート・多目的グラウンド）[8]
  - 6月、「観光交流拠点整備基本構想」を策定[9]。
  - 6月12日、第1回「南魚沼グルメマラソン」開催（参加者：約3,000人）
  - 6月15日、住宅リフォーム補助事業の受付を開始。
  - 6月29日、図書館整備検討委員会から市長へ基本構想の答申[10]。
  - 7月、子宮頸がん予防ワクチン接種費用助成事業開始。
  - 7月25日、六日町大橋（愛称：愛の大橋）・「お六と桂姫」の銅像が恋人の聖地に認定[11]。
  - 8月5日、大相撲「雪国・南魚沼場所」開催（合併5周年記念事業）
  - 9月1日、塩沢給食センター稼動。南魚沼市斎場稼動。
  - 9月11日 - 「西武グループと新潟県の官民連携の取組に関する協定」を締結[12]
  - 9月28日、東京電力湯沢発電所の水利権問題で3者会談（泉田裕彦新潟県知事・関口芳史十日町市長・井口一郎南魚沼市長）、抜本的解決策検討で合意[13]。
  - 10月10日、坂戸山（634m）PRキャッチコピー公募の発表（東京スカイツリーと同じ標高のため）
  - 10月13日、雪国まいたけが日本企業では初めてとなる農業によるソーシャルビジネスをバングラデシュで展開することを目的に2006年ノーベル平和賞を受賞したグラミングループとの合弁会社を設立。国内企業では「ユニクロ」に続いて2例目で、日本貿易振興機構（ジェトロ）より「平成22年度 開発輸入企画実証事業」として支援を受けてる[14]。
  - 10月15日、「女子力観光プロモーションチーム」を公募。
  - 11月1日、「戦国EXPO」と共同企画でパッケージに戦国武将のキャラクターをあしらった魚沼コシヒカリ「米・戦国無双」を発売。JA魚沼みなみと、JAしおざわの両JAが同一商品を販売するのは初めて。
  - 11月28日、「戦国EXPO」が4月11日から11月28日まで開催され、期間中（232日間）の入場者は5万8,352人となった。
  - 12月17日、兼続通り商店街に等身大（上杉景勝、直江兼続）の立像が設置される。今後10体の戦国武将像が並ぶ「武将ストリート」として整備する予定[15]。
- 2011年 （平成23年）- 3月23日、東北地方太平洋沖地震避難者支援センター設立[16]
  - 塩沢セミナーハウス（塩沢中学校に隣接）に福島県いわき市からの避難者15名が滞在[17]。
  - 4月4日、浦佐認定こども園が開園（公設民営方式「指定管理者制度」）[18]。
  - 4月8日、新生、五十沢小学校入学式・五十沢小学校開校式。
  - 5月25日、2011年度「都市景観大賞」国土交通大臣賞を受賞（三国街道塩沢宿牧之通り地区）[19]
  - 6月30日、坂戸山開きの伝統行事「百八灯」が復活。
  - 7月1日、日本電産コパル精密部品（株）・現社名、新潟日本電産コパル株式会社と企業立地の基本協定調印（西五十沢小学校を無償譲渡）
  - 7月30日、平成23年7月新潟・福島豪雨で、観測史上最大雨量を記録（72時間雨量562.0mm・1時間降水量89.5mm）市内各所が被災。水田70haが収穫不可能、水田700haの用水路が送水不能（農地関係被害額 21億1千万・水稲被害額 1億2千万）
  - 8月26日、平成23年7月新潟・福島豪雨の被害額概算は約128億、農林水産関係で約110億円（水田や用排水路など農地・農業用施設被害は2,443ヶ所で約69億7千万円。農産物被害303haで約5億円）道路関係では、決壊や法面崩壊など57ヶ所で約8億9千万円。河川関係では、堤防・護岸の決壊で21ヶ所約7億3千万円。水道関係では、土砂崩れなどによる送水管の流失や配水管の露出などで約2千万円。下水道は浄化槽への土砂流入で約1,900万円。
  - 10月、六日町スキーリゾートをホスピタリティパートナーズグループである株式会社スマイルスキーリゾートが事業を継承。
  - 12月、セントレジャー舞子スノーリゾートをホスピタリティパートナーズグループである株式会社スマイルスキーリゾートが事業を継承。
- 2012年（平成24年）- 1月20日、『南魚沼市地球温暖化対策地域協議会』が発足。
  - 1月31日、『南魚沼市豪雪対策本部』を設置。
    - 「三国街道塩沢宿　牧之通り」で選定された南魚沼市塩沢の牧之通り組合が国土交通省の「手づくり郷土賞」の一般部門において受賞[20]。

  - 2月1日、南魚沼市社会福祉協議会では「南魚沼市豪雪救援ボランティアセンター」を設置。
  - 2月2日、10月6日〜7日『国際ご当地グルメグランプリ2012』の開催地に南魚沼市の『牧之通り』が内定。
  - 3月26日、国土交通省に『道の駅・南魚沼（愛称：雪あかり）』として新規登録。7月1日、供用開始予定（南魚沼市農産物・特産品直売所施設「愛称：四季味わい館」は、6月24日プレオープン）
  - JR塩沢駅改築（11月上旬竣工予定、外観は牧之通りをイメージした木造風の計画）
  - 5月24日、株式会社プリンスホテルと『官民連携の取組に関する協定』を締結。六日町八海山スキー場の湧水を商品化した『南魚沼のおいしい湧き水』を4月より販売。ザ・プリンスさくらタワー東京レストラン『無国籍ダイニング』では全ての料理に水を使用。
    - 八箇峠トンネル爆発事故が発生。

  - 8月8日 - 「南魚沼 銘水の森」間伐プロジェクトが新潟県カーボンオフセット制度に登録。
- 2013年（平成25年）- 2月21日、国際大学と明治大学が系列法人化に関する協定書を締結[21]。
- 2014年（平成26年）- 2月21日、小野塚彩那がソチオリンピックでフリースタイル女子ハーフパイプで銅メダルを獲得[22]。
- 2017年 - 3月22日、新潟県・南魚沼市と国立研究開発法人医薬基盤・健康・栄養研究所が健康増進研究で連携 [23][24][25]。
  - 4月10日、シンガーソングライターのTSUNEIを南魚沼市の交流大使に任命[26][27]。

## 人口
| |                                          |  |
| 南魚沼市と全国の年齢別人口分布（2005年） | 南魚沼市の年齢・男女別人口分布（2005年） |  |
| ■紫色 ― 南魚沼市 ■緑色 ― 日本全国 | ■青色 ― 男性 ■赤色 ― 女性                |  |
| 南魚沼市（に相当する地域）の人口の推移 \| 1970年（昭和45年） \| 61,995人 \| \| \| 1975年（昭和50年） \| 63,352人 \| \| \| 1980年（昭和55年） \| 62,830人 \| \| \| 1985年（昭和60年） \| 64,472人 \| \| \| 1990年（平成2年） \| 65,566人 \| \| \| 1995年（平成7年） \| 66,118人 \| \| \| 2000年（平成12年） \| 65,492人 \| \| \| 2005年（平成17年） \| 63,329人 \| \| \| 2010年（平成22年） \| 61,624人 \| \| \| 2015年（平成27年） \| 58,568人 \| \| \| 2020年（令和2年） \| 54,851人 \| \| |                                          |  |
| 総務省統計局 国勢調査より |                                          |  |
| 1970年（昭和45年） | 61,995人                                 |  |
| 1975年（昭和50年） | 63,352人                                 |  |
| 1980年（昭和55年） | 62,830人                                 |  |
| 1985年（昭和60年） | 64,472人                                 |  |
| 1990年（平成2年） | 65,566人                                 |  |
| 1995年（平成7年） | 66,118人                                 |  |
| 2000年（平成12年） | 65,492人                                 |  |
| 2005年（平成17年） | 63,329人                                 |  |
| 2010年（平成22年） | 61,624人                                 |  |
| 2015年（平成27年） | 58,568人                                 |  |
| 2020年（令和2年） | 54,851人                                 |  |

## 行政

### 市長
| 代   | 氏名     | 就任年月日     | 退任年月日     |
| ---- | -------- | -------------- | -------------- |
| 初代 | 井口一郎 | 2004年11月28日 | 2016年11月27日 |
| 2代  | 林茂男   | 2016年11月28日 | 現職           |

## 議会

### 市議会
- 定数：22人
- 任期：2021年11月1日 - 2025年10月31日
- 議長：塩谷寿雄
- 副議長：清塚武敏

### 衆議院
- 選挙区：新潟5区（以前の区域:長岡市の一部、小千谷市、魚沼市、南魚沼市、南魚沼郡）
- 任期：2021年10月31日 - 2025年10月30日
- 投票日：2021年10月31日
- 当日有権者数：275,224人
- 最終投票率：65.20％

| 当落 | 候補者名 | 年齢 | 所属党派   | 新旧別 | 得票数   | 重複 |
| ---- | -------- | ---- | ---------- | ------ | -------- | ---- |
| 当   | 米山隆一 | 54   | 無所属     | 新     | 79,447票 |      |
| 比当 | 泉田裕彦 | 59   | 自由民主党 | 前     | 60,837票 | ○    |
|      | 森民夫   | 72   | 無所属     | 新     | 36,422票 |      |

## 経済

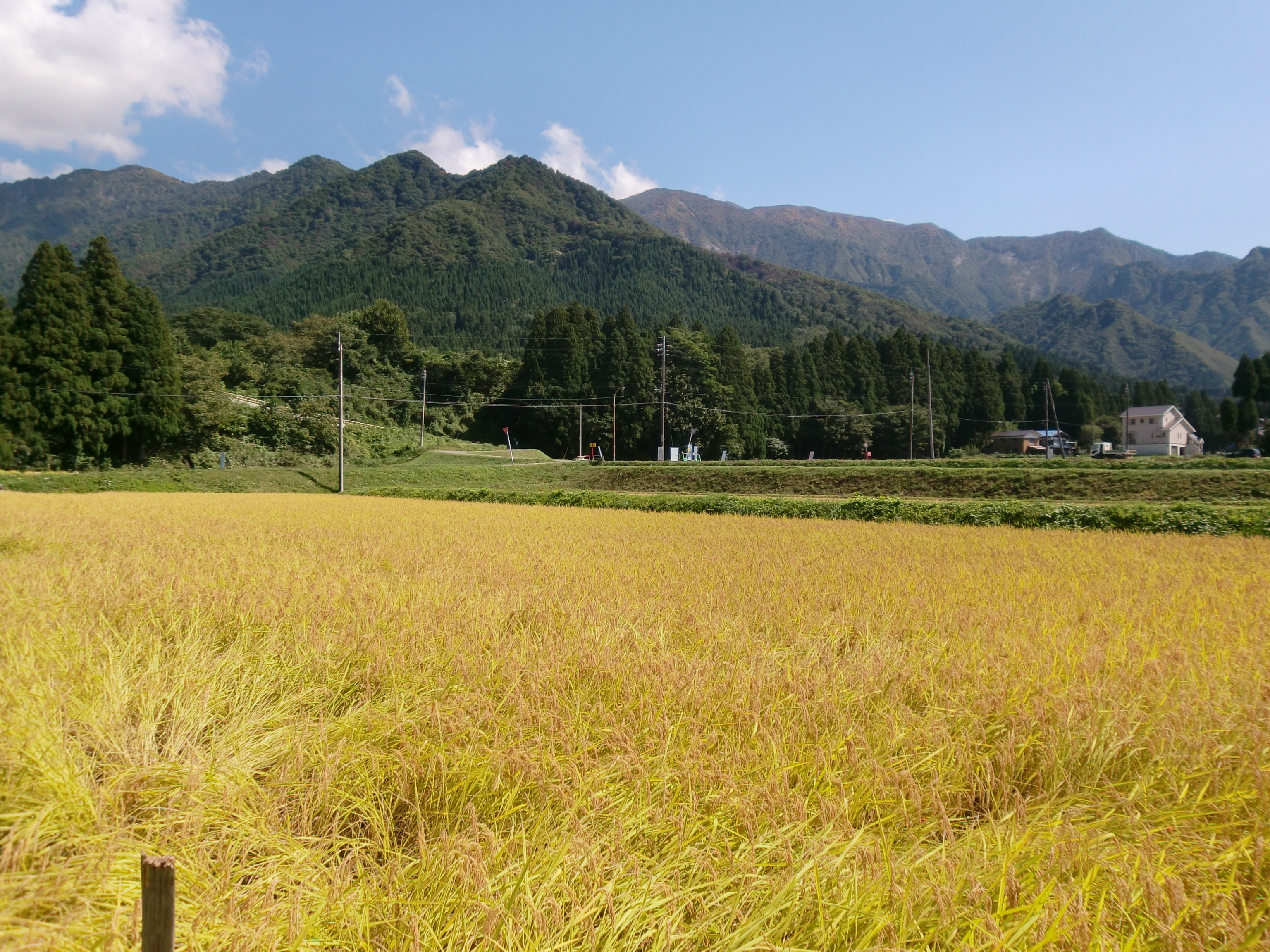
南魚沼市の水田。南魚沼市は日本有数の米どころである

### 主な産業
- 稲作（魚沼産コシヒカリ）
- 果物栽培（八色スイカ）
- 酒造（日本酒、ワイン、ビール）
- 観光（スキー場、温泉）
- 織物（塩沢紬、本塩沢、越後上布）

### 市内の主な企業
- 八海醸造 - 本社・工場所在地（城内地区）

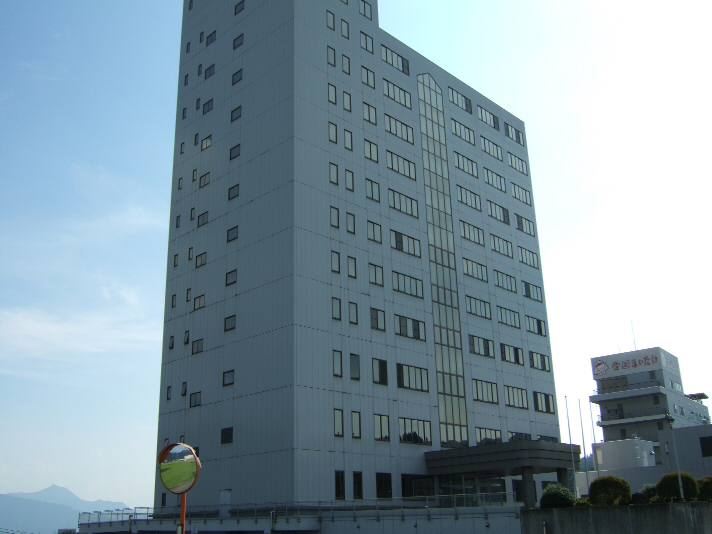
雪国まいたけ本社

- 雪国まいたけ - 本社・工場所在地（六日町・城内・五十沢・大和地区）
- 八海クリエイツ - 本社・工場所在地（薮神地区）
- ナカヨシコーポレーション - 本社・工場所在地（大和地区）
- 青木酒造 - 本社・工場所在地（塩沢地区）
- 高千代酒造 - 本社・工場所在地（上田：長崎地区）
- アグリコア - 本社・農場所在地（浦佐地区）
- みなみ魚沼農業協同組合 - 本所・支所所在地
- ゆきぐに信用組合 - 本店・支店所在地（塩沢・石打・五日町地区）
- 南越後観光バス - 本社所在地（六日町美佐島地区）
- 上越観光開発 - 本社所在地（塩沢地区）
- エフエム雪国 - 本社所在地（六日町地区）
- テーブルマーク - 工場所在地（上田:長崎地区）[28]
- ニューロング精密工業 - 第一工場所在地（五十沢地区）・第二工場所在地（城内地区）
- 新潟日本電産コパル - 工場所在地(五十沢地区)
- 自遊人 - 編集部所在地（六日町大月地区）
- 親和商事 - 本社所在地（六日町坂戸地区）
- 小野塚組 - 本社所在地　（石打地区）

### 市内の工業団地
- 二日町工業団地（69,755m2）
- 津久野工業団地（109,822m2）
- 美佐島工業団地（7,367m2）
- 新堀新田・田崎工業団地（142,663m2）
- 水尾工業団地（18,038m2）
- 水尾新田外島工業団地（15,350m2）
- 薮神工業団地（13,101m2）
- 三用工業団地（84,576m2）
- 黒土新田工業団地（37,783m2）
- 荒金工業団地（9,840m2）
- 浦佐北島工業団地（2,457m2）
- 大福寺工業団地（56,927m2）

### 市内に拠点を置く特定非営利活動法人
- 特定非営利活動法人 野外教育学修センター「魚沼伝習館」
- 特定非営利活動法人 魚沼地域医療連携ネットワーク協議会
- 特定非営利活動法人 六日町観光協会
- 特定非営利活動法人 南魚沼もてなしの郷
- 特定非営利活動法人 うおぬま地域交流育英会
- 特定非営利活動法人 南魚いつかまち
- 特定非営利活動法人 FIVBバレーボールアカデミー
- 特定非営利活動法人 エコ・みなみうおぬま

- 特定非営利活動法人 すまいるネット南魚沼
- 特定非営利活動法人 塩沢自由学校
- 特定非営利活動法人 魚沼創造
- 特定非営利活動法人 ドリームハウス
- 特定非営利活動法人 ゾーインターナショナル
- 特定非営利活動法人 友の家
- 特定非営利活動法人 Unua環境技術研究所

### 市内の主な団体
- 南魚沼土地改良区
- 南魚沼市社会福祉協議会

## 姉妹都市・友好都市等
- 山形県米沢市
1986年、歴史親善友好都市提携[29]
- 埼玉県さいたま市
1988年、旧与野市と友好都市提携[29]
- 埼玉県深谷市
1989年、友好都市提携[29]
- 千葉県いすみ市
1989年、旧岬町と友好親善町提携[29]
- 富山県魚津市
2014年、友好都市協定[30]
- 埼玉県坂戸市
2014年、友好都市提携[29]
- リレハンメル（ノルウェー）
1972年、姉妹都市提携[31]
- セルデン（オーストリア）
1982年、姉妹都市提携[32]
- アシュバートン（ニュージーランド）
1987年、姉妹都市提携[31]

## 教育

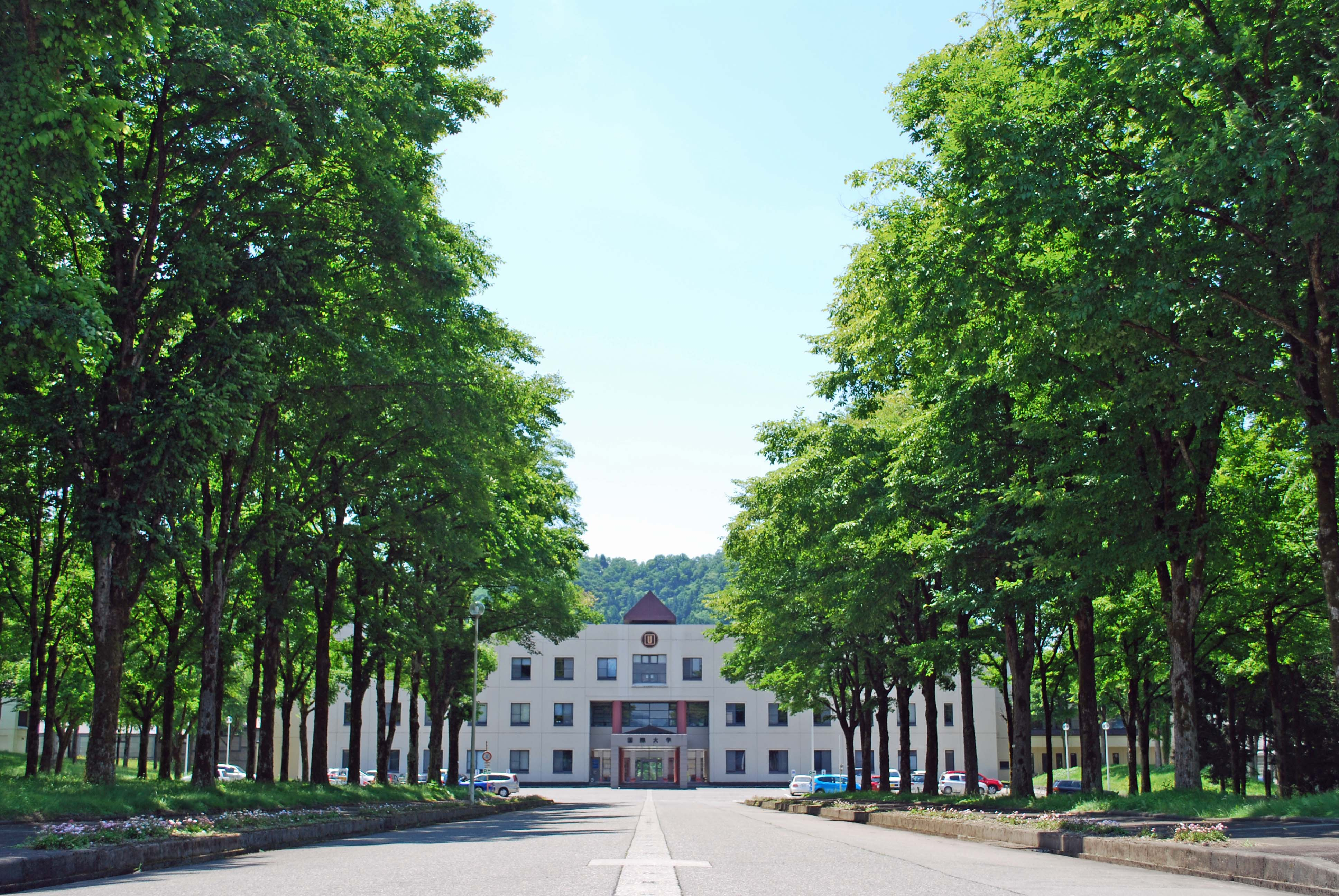
国際大学。周辺には「国際町」の名がつく。

### 大学
- 国際大学
- 北里大学新潟キャンパス

### 専門学校
- 北里大学保健衛生専門学院

### 高等学校
- 新潟県立国際情報高等学校
- 新潟県立六日町高等学校
- 新潟県立八海高等学校
- 新潟県立塩沢商工高等学校

### 中学校
- 塩沢中学校
- 大和中学校
- 六日町中学校
- 八海中学校

### 小学校
- 後山小学校
- 浦佐小学校
- 三用小学校
- 赤石小学校
- 薮神小学校
- 大崎小学校
- 城内小学校
- 五十沢小学校
- おおまき小学校
- 六日町小学校
- 北辰小学校
- 塩沢小学校
- 栃窪小学校
- 石打小学校
- 中之島小学校
- 上田小学校

### 特別支援学校
- 南魚沼市立 総合支援学校（平成25年4月開校）

### 職業訓練
- 魚沼サンテックスクール・魚沼地域職業訓練センター

### 閉校した学校

#### 中学校
- 南魚沼市立城内中学校 2018年五十沢中・大巻中と統合して新設「八海中学校」
- 南魚沼市立五十沢中学校 2018年城内中・大巻中と統合して新設「八海中学校」
- 南魚沼市立大巻中学校 2018年五十沢中・城内中と統合して新設「八海中学校」
- 大和町立浦佐中学校 1968年大和町立4中学校1分校が統合新設「大和中学校」
- 大和町立薮神中学校 1968年大和町立4中学校1分校が統合新設「大和中学校」
- 大和町立大崎中学校 1968年大和町立4中学校1分校が統合新設「大和中学校」
- 大和町立東中学校 1968年大和町立4中学校1分校が統合新設「大和中学校」
- 大和町立後山中学校 同辻又分校 1968年大和町立4中学校1分校が統合新設「大和中学校」
- 塩沢町立塩沢中学校 1972年塩沢町立4中学校が統合新設「塩沢中学校」
- 塩沢町立石打中学校 1972年塩沢町立4中学校が統合新設「塩沢中学校」
- 塩沢町立中之島中学校 1972年塩沢町立4中学校が統合新設「塩沢中学校」
- 塩沢町立上田中学校 1972年塩沢町立4中学校が統合新設「塩沢中学校」

#### 小学校
- 大巻小学校 2019年五日町小と統合して新設「おおまき小学校」
- 五日町小学校 2019年大巻小と統合して新設「おおまき小学校」
- 第一上田小学校 2020年第二上田小と統合して新設「上田小学校」
- 第二上田小学校 2020年第一上田小と統合して新設「上田小学校」
- 上関小学校 2022年石打小と統合して新設「石打小学校」
- 石打小学校 2022年上関小と統合して新設「石打小学校」
- 五十沢小学校 2011年西五十沢小と統合して新設「五十沢小学校」
- 西五十沢小学校 2011年五十沢小と統合して新設「五十沢小学校」

## 施設

### 医療施設
- 新潟大学地域医療教育センター・魚沼基幹病院
- 南魚沼市立ゆきぐに大和病院
- 南魚沼市民病院

### 文化施設
- 南魚沼市図書館

### スポーツ施設
- 大原運動公園野球場
- ディスポート南魚沼
- 六日町八海山スキー場
- 六日町スキーリゾート
- 五日町スキー場
- 浦佐スキー場
- 上越国際スキー場
- シャトー塩沢スキー場
- Mt.グランビュースキー場
- 舞子スノーリゾート
- 石打丸山スキー場
- 八海山麓スキー場

## 交通

### 公共交通

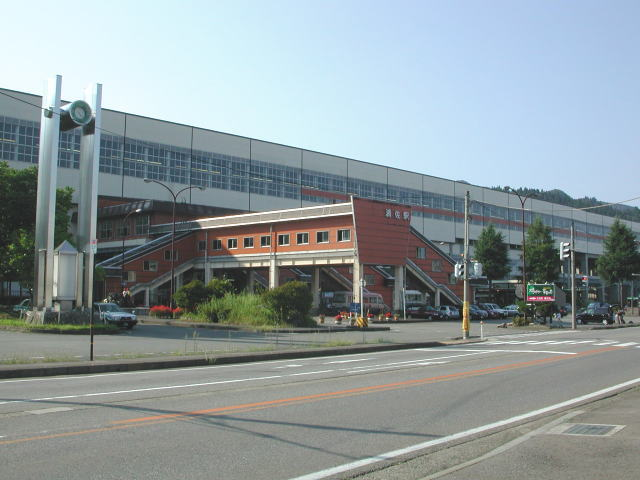
浦佐駅

当市および魚沼市・湯沢町域のバス路線図。

#### 鉄道
- 南魚沼市内の鉄道路線・駅
  - 東日本旅客鉄道（JR東日本）
    - 上越新幹線 : 浦佐駅
    - 上越線 : 石打駅 - 大沢駅 - 上越国際スキー場前駅 - 塩沢駅 - 六日町駅 - 五日町駅 - 浦佐駅 - 八色駅

  - 北越急行
    - ほくほく線 : 六日町駅 - 魚沼丘陵駅
- 中心となる駅:六日町駅

#### バス
路線バス
南越後観光バス（越後交通グループ）が図の通り市域各路線を運行し、それを補完する形で「市民バス」が運行されている。
高速バス（県内線）
- 【ときライナー】T 十日町線（新潟駅万代口 - 六日町 - 十日町）
山本（十日町市）- 六日町BS - 魚沼BS

高速バス（県外線）
- 東京（池袋） - 新潟線
湯沢BS - 六日町BS - 魚沼BS

### 道路

#### 高速道路
市域は関越自動車道沿線。市内のインターチェンジは塩沢石打ICと六日町ICの2箇所。大和地区は、南魚沼郡内旧4町で唯一、ICが設置されていなかったが、2005年に大和PA内にスマートインターチェンジが設置された。
- 南魚沼市内を走る高速道路
  - 関越自動車道
    - 塩沢石打SA - 塩沢石打IC - 六日町IC - 大和PA

#### 一般国道、県道
一般国道
- 国道17号

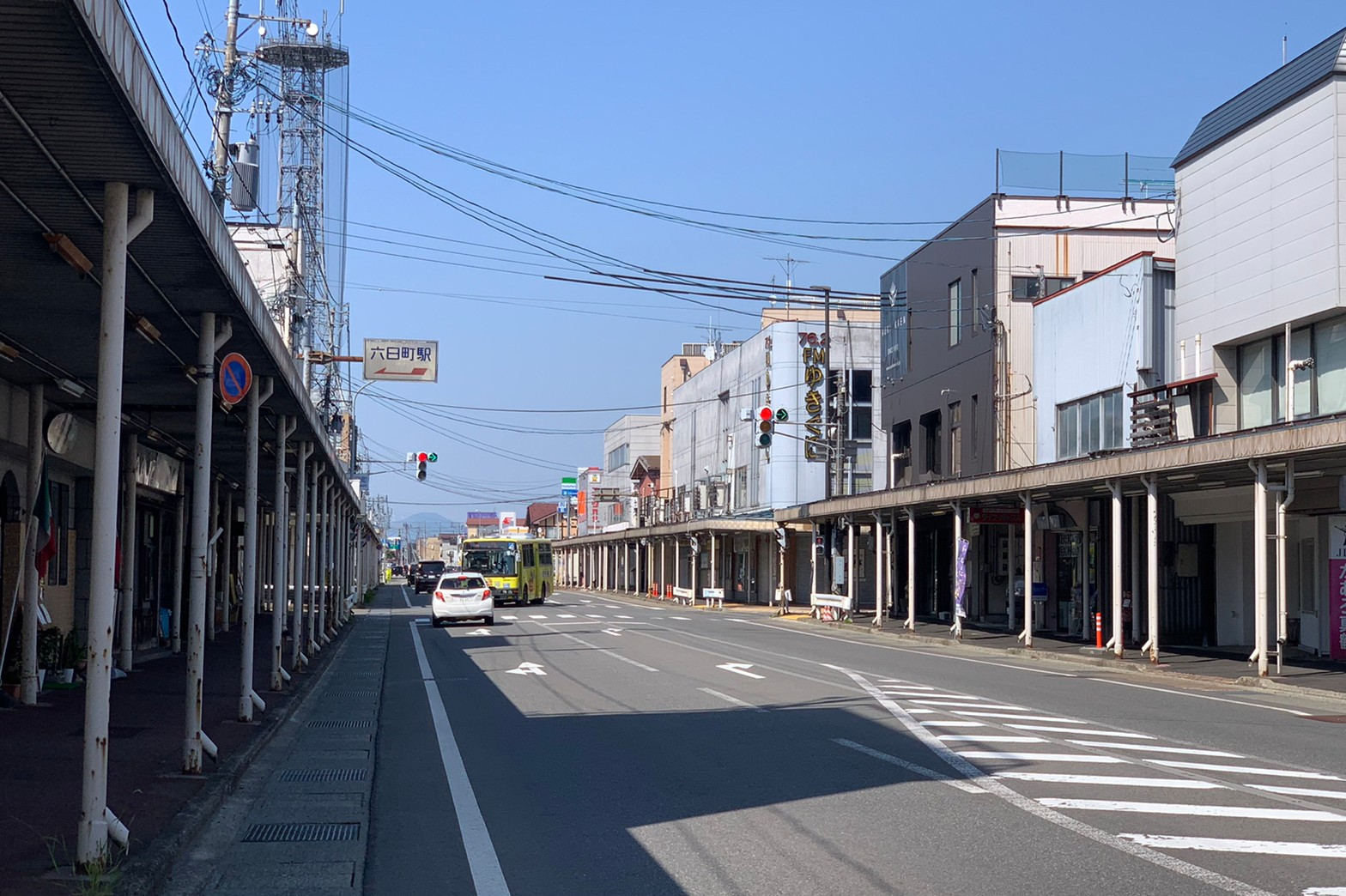
六日町市街地を走る国道17号（2022年5月）

  - 六日町バイパス（一部供用）（南魚沼市竹俣 - 南魚沼市庄之又）
  - 五日町バイパス（南魚沼市奥 - 南魚沼市一村尾）
  - 浦佐バイパス（一部供用）（南魚沼市市野江甲 - 魚沼市虫野）
- 国道253号
  - 上越魚沼地域振興快速道路（地域高規格道路、全体計画延長L=60 km）
    - 八箇峠道路（十日町市八箇〜南魚沼市余川:9.7 km:未供用）
- 国道291号
- 国道353号

主要地方道
- 新潟県道28号塩沢大和線
- 新潟県道58号小千谷大和線
- 新潟県道59号大和焼野線
- 新潟県道71号小千谷川口大和線

- 新潟県道74号十日町六日町線
- 新潟県道76号十日町当間塩沢線
- 新潟県道82号十日町塩沢線

一般県道
- 新潟県道124号余川塩沢停車場線
- 新潟県道128号町屋越後堀之内停車場線
- 新潟県道130号中条五日町停車場線
- 新潟県道131号六日町停車場線
- 新潟県道132号塩沢停車場八竜新田線
- 新潟県道214号城内焼野線
- 新潟県道232号浦佐小出線
- 新潟県道233号落合六日町線
- 新潟県道234号桐沢麓五日町停車場線
- 新潟県道235号沢口塩沢線
- 新潟県道265号下折立浦佐停車場線
- 新潟県道266号一村尾大崎線
- 新潟県道267号石打停車場線
- 新潟県道361号万条新田越後中里停車場線

- 新潟県道363号市野江浦佐線
- 新潟県道364号一村尾六日町線
- 新潟県道365号仲田塩沢線
- 新潟県道372号五箇小出線
- 新潟県道387号吉水大和線
- 新潟県道434号大月六日町線
- 新潟県道451号石打停車場塩沢線
- 新潟県道478号平石西ノ裏線
- 新潟県道479号岡新堀新田線
- 新潟県道502号大桑原芋赤線
- 新潟県道521号欠ノ上五日町線
- 新潟県道554号蛭窪京岡線
- 新潟県道560号田沢小栗山線、通称「魚沼スカイライン」
- 新潟県道573号雷土新田浦佐線

#### 林道
- 一之沢滝ノ又線 （全延長11km、幅員5m）

#### 峠
- 清水峠
- 八箇峠
- 栃窪峠
- 四十日峠
- 十二峠

### レンタサイクル
- 里山Minicle（ミニクル） - 観光客向けに2019年9月サービス開始[34]。
- Sapochari（サポチャリ） - 市民向けに2021年サービス開始[35]。

## 名所・旧跡・観光スポット・祭事・催事

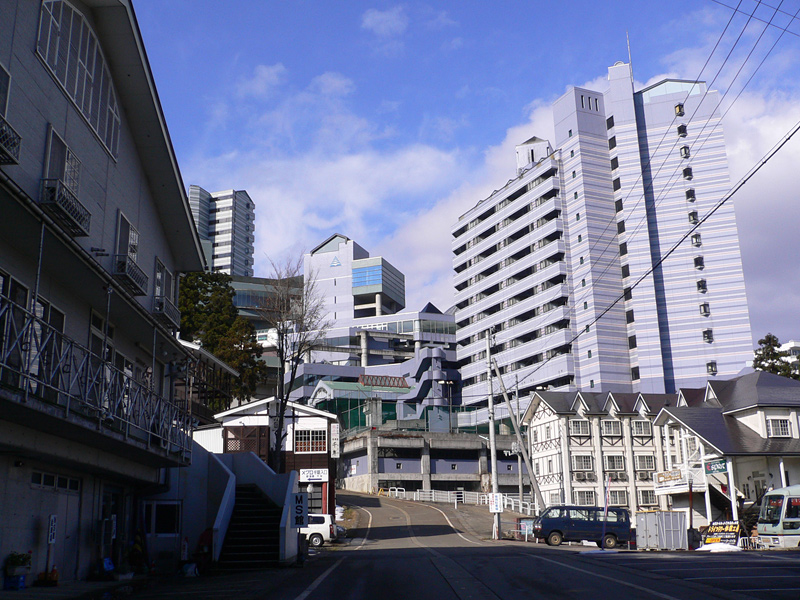
石打地区のツインタワー石打

隣接する湯沢町と同様、スキーを中心とした観光・リゾート開発が盛んであり、市南部にはリゾートマンションが建つ。また六日町温泉など多数の温泉が市内に分布する。

### 名所・観光スポット
- 八海醸造 魚沼の里
- 三国街道塩沢宿 牧之通り
- 塩沢つむぎ記念館
- 蟻子山古墳群
- 飯綱山古墳群

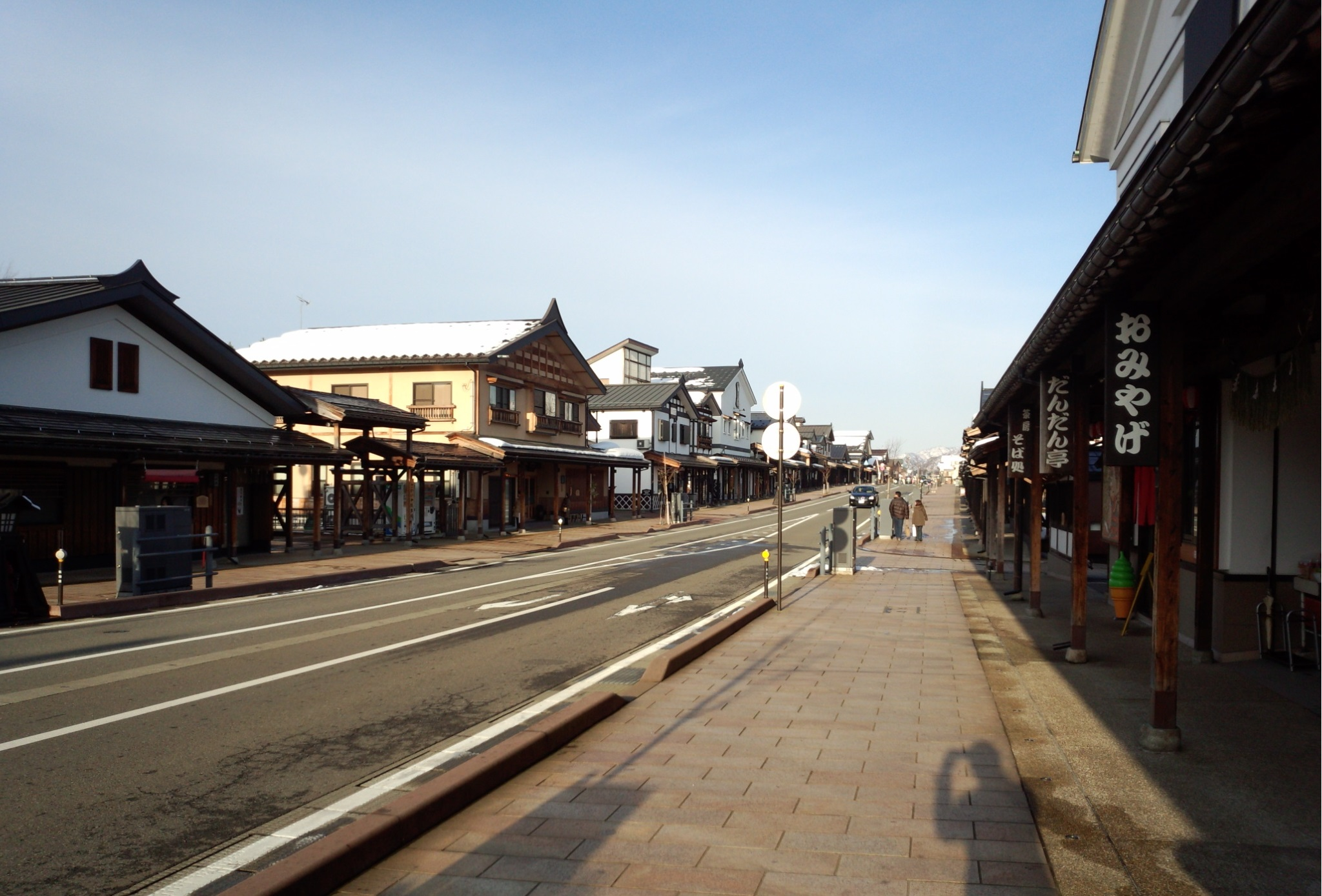
三国街道塩沢宿 牧之通り

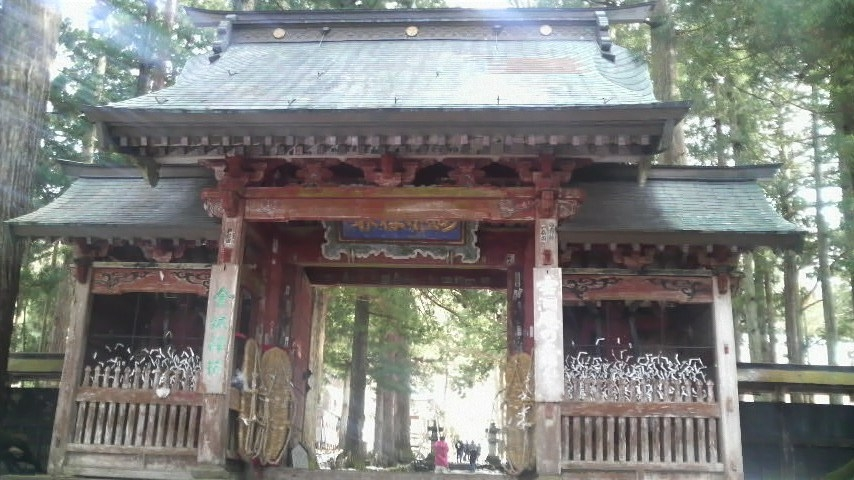
雲洞庵

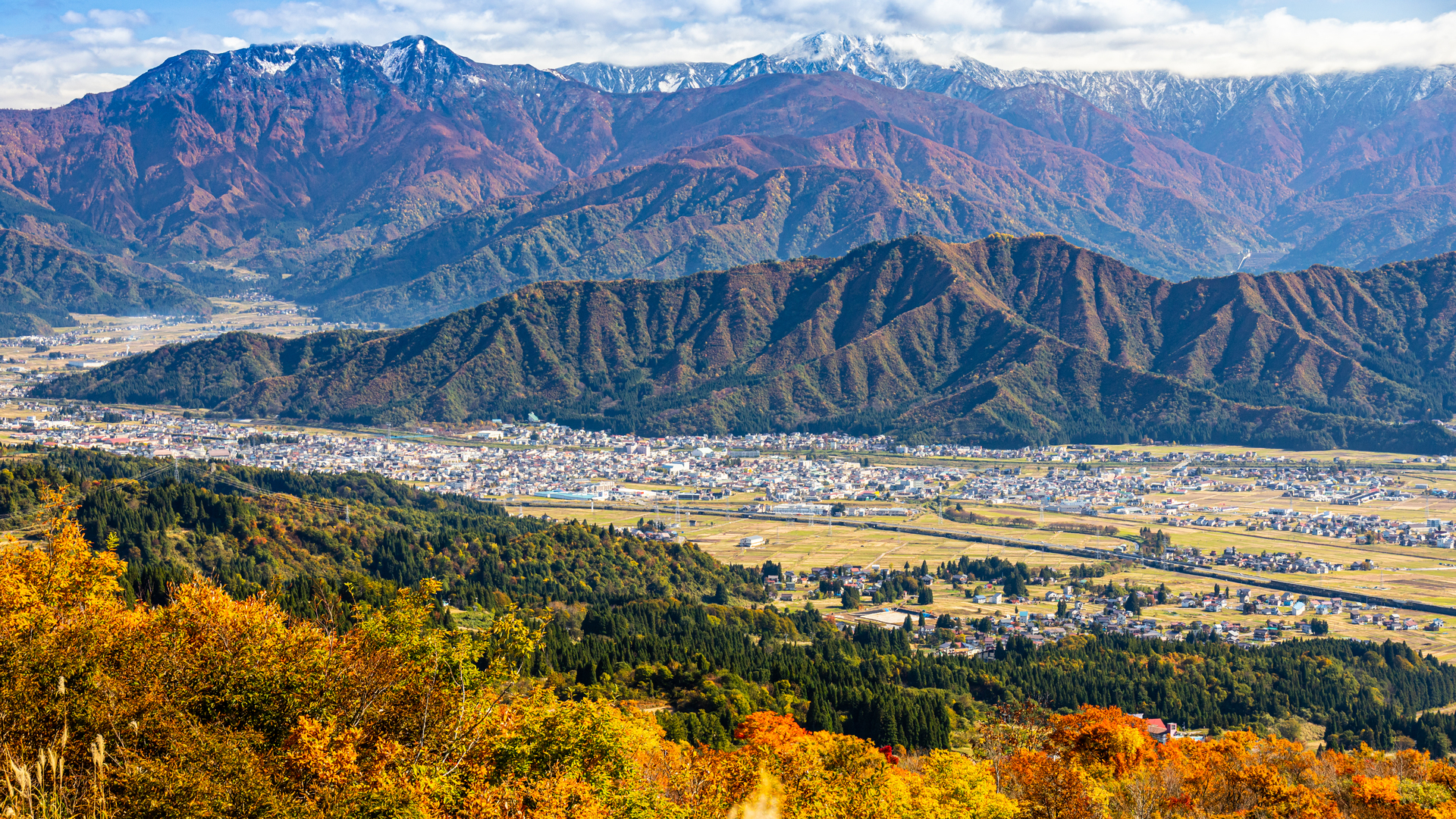
魚沼スカイラインから眺める越後三山と六日町の市街地（2020年10月）

- 恋人の聖地（六日町大橋：通称 愛の大橋の銅像「お六と桂姫」が認定される）
- 坂戸城跡（国の史跡）、坂戸山（634m、東京スカイツリーと同じ標高）
- 雲洞庵
- 槻岡寺・観音山・古峰山・里山と渓谷の道・龍泉院 (南魚沼市)
- 八海山法音寺 (南魚沼市)
- 吉祥山普光寺(越後浦佐毘沙門堂)
- 大月 ほたるの里
- 八海山泉ビレッジ
- 五十沢キャンプ場
- 裏巻機渓谷
- 水無渓谷
- 浦佐フットパス[36]
- 雪国魚沼ゴールデンサイクルルート[37]
- 八海山ロープウェー（国内最速）
- 十字峡・三国川ダム
- 銭淵公園
- 登川河川公園（長大橋・滝谷橋・桜橋）・登川フィッシングパーク
- 奥只見レクリェーション都市公園 八色の森
- アグリコア越後ワイナリー
- 直江兼続公伝世館
- 池田記念美術館
- 鈴木牧之記念館
- トミオカホワイト美術館
- 今泉博物館

### 温泉
市内には13の温泉があるとも言われる。
- 六日町温泉（国民保養温泉地）
- 五十沢温泉
- 畔地温泉
- 大沢山温泉
- 栃窪温泉
- 上野鉱泉
- 河原沢鉱泉
- 浦佐温泉
- 上の原高原温泉

### 祭事・催事
- にいがた狼煙プロジェクトIN南魚沼
- 南魚沼 本気（マジ）丼
- 南魚沼グルメマラソン
- 八海山登山マラソン（13kmのヒルクライムレース）＆新緑ウォーキング大会（6.1 km）
- 大月ほたる祭り
- 百八灯「坂戸山開き伝統行事」（6月30日）
- 南魚沼市兼続公まつり（7月第4金土日曜日）
- しゃくなげ湖まつり
- 八色スイカまつり
- 魚野川鮎まるかじり祭（8月第4土曜日）
- 南魚沼市雪まつり（旧六日町雪祭り、廃止[39]）
- 裸押し合い祭り - 普光寺（3月3日、国の重要無形民俗文化財）
- 八海山火渡大祭
- 浦佐夏祭り 白山神社例大祭（7月19日〜20日）
- 浦佐温泉耐久山岳マラソン
- 八色の森市民祭り、ブドウ収穫祭とワイン祭り。
- ひな雪見かざり（牧之通り）
- 一宮神社農具市（3月12日）
- 塩沢祭り 住吉神社大祭（7月14日〜16日）
- しおざわ雪譜まつり（2月第3土曜日）
- 軽トラ市（塩沢つむぎ通り・冬季を除く第1日曜日）
- 卯年大祭（御神祭・御神廻 オオマワリ、上田・中之島地区で卯年に行われる12年毎の大祭）

### 伝統工芸品
- 織物 塩沢紬・ユネスコ無形文化遺産（2009年9月30日登録）

## メディア
- エフエム雪国 - 76.2 MHz（1998年（平成10年）開局）
- 新潟日報 - 六日町支局
- 南越新聞 - 週刊。
- 自遊人 - 隔月刊誌（南魚沼市大月）
- VITA湯沢 - 季刊誌（ひまわり発行）

## 出身有名人
- 上杉景勝 - 戦国大名、豊臣氏五大老（会津120万石）、出羽米沢藩初代藩主（30万石）。
- 直江兼続 - 戦国武将、NHK大河ドラマ「天地人」主人公。米沢城城主（6万石。寄騎を含め30万石）のち米沢藩家老。
- 鈴木牧之 - 江戸時代の縮仲買商・質屋・文人、『北越雪譜』『秋山記行』などを記した。旧塩沢町。
- 岡村貢 - 上越線生みの父、南魚沼郡長、代議士。旧塩沢町。
- 松井利夫 - アルプス技研最高顧問〈創業者〉。南魚沼市産業育成支援特別顧問。旧六日町。
- 今泉隆平 - 塩沢町名誉町民第1号（今泉記念館・鈴木牧之記念館を寄贈）、石打村長。旧塩沢町。
- 佐藤啓介 - あみやき亭創業者・代表取締役会長兼社長、スエヒロレストランシステム代表取締役会長。
- 風間晋 - フジテレビ解説委員、旧六日町。
- 小野塚彩那 - 女子フリースタイルスキーハーフパイプ選手、ソチオリンピック銅メダリスト。旧塩沢町。
- 田中友理恵 - 女子スキーモ選手、バイアスロンで2018年平昌オリンピック・2022年北京オリンピック出場。旧塩沢町。
- TSUNEI - 女性シンガーソングライター。旧大和町。
- 土佐浩司 - 将棋棋士・八段。旧塩沢町。
- 渡辺弥生 - 将棋棋士・女流初段。史上初の東京大学出身女流棋士。
- 水島あやめ - 日本初の女流映画脚本家・児童文学作家。旧三和村（六日町）。
- 高野孝子 - 冒険家・特定非営利活動法人ECOPLUSの代表理事。旧塩沢町。
- 雲尾周 - 新潟大学教育学部・教職大学院教授。旧六日町。
- 池田拓史 - 新潟アルビレックス・ベースボール・クラブ社長。旧塩沢町。
- 大坪賢次 - NY 新潟県人会長、新潟日報国際交流拠点NY事務所代表。旧塩沢町。
- 大平喜信 - 雪国まいたけ創業者。旧六日町。
- 井口喜夫 - 彫刻家（本名、義雄）旧大和町。
- 中山正 - 木版画家。旧塩沢町。
- 並木頼寿 - 歴史学者。旧大和町。
- 大和正樹 - 漫画家（本名、小島正春）。旧大和町。
- 遠藤哲夫 - 著述家。旧六日町。
- 黒岩宇洋 - 政治家・衆議院議員（新潟県第2区）・前参議院議員。旧大和町。
- 種村芳正 - 元新潟県議会議長。旧大和町。
- 駒形正明 ‐テレビ新潟放送網編成局長。旧六日町。
- 山崎智彦 ‐NHKアナウンサー。旧塩沢町。
- 町田浩徳 - 日本テレビアナウンサー。旧六日町。
- 小野沢裕子 - フリーアナウンサー。旧塩沢町。
- 井口成人 - タレント。旧大和町。
- 外谷勝由 - 俳優、声優
- 鈴木Q太郎 - お笑い芸人（ハイキングウォーキング）。旧塩沢町。
- 天一俊哉 - 山響部屋所属現役力士。本名：渡辺俊哉。旧大和町。
- ゆき乃 - 舞妓名古屋　名妓連組合所属。
- 平賀壯太 ‐分子生物学者。旧六日町。
- 井口秀作 - 愛媛大学教授　旧塩沢町。

### ゆかりのある有名人
- 北口榛花 - 幼少期(2歳迄)、南魚沼市在住。
- バー・モウ - ビルマ国家元首・独立運動家（終戦時に薬照寺にて亡命生活）
- 杉谷文之 - 元新潟県農業試験場長：コシヒカリの父（富山県上市町出身）
- 國武正彦 - 元新潟県農業試験場長（コシヒカリの名付け親）
- 小和田毅夫 - 小和田恆の実父で皇后雅子の祖父。旧制六日町中学校(現六日町高校)第5代校長。
- 髙橋和夫 - 東急副会長〈前代表取締役社長〉。旧小出町。六日町高校卒業。
- 大崎行智 - 薬照寺70世住職、真言宗宗制改正議長。
- 池田恒雄 - ベースボール・マガジン社創立者。旧小出町。
- 富岡惣一郎 - 画家（トミオカホワイト美術館）
- 仙名秀雄 - 画家
- 黒岩秩子 - 元参議院議員。
- 黒岩卓夫 - 医師・萌気会理事長（第13回若月賞受賞）
- 畑沢基由 - 写真家
- 今福進 - 人形作家
- 香山壽夫 - 建築家、南魚沼市立今泉博物館設計者（1989年）。
- 峠恵子 - 歌手・タレント（両親が旧塩沢町樺野沢出身）
- 佐藤雅一 (考古学者) - 雪国観光圏雪国文化研究WG座長。